# Chroco
Chroco o Croco, también conocido como Croc, Kroko, Crosco (en latín: Chrocus) (fl. 260–306) fue un jefe tribal alamán de finales del siglo III. 

## Biografía
En el año 260 dirigió una incursión de los alamanes contra el Imperio romano atravesando el Limes Germánico Superior y llegando tan lejos como hasta la población de Augustonemetum y posiblemente a Rávena. También cabe que estuviera presente en la conquista alamana de la ciudad franca de Mende.
Según la Historia de los Francos de Gregorio de Tours, Chroco fue un rey famoso en su época y responsable de gran destrucción en las tierras de las Galias, aunque su afirmación de que destruyó todos los antiguos templos galos posiblemente sea exagerada. Uno de los templos que al parecer mandó derribar fue el llamado Vasso Galatæ, un edificio que se alzaba en Clermont. Existen muchos relatos legendarios sobre Chroco y aunque algunos afirman que murió en la incursión de 260, existen otros que afirman que sobrevivía hasta una fecha tan posterior como 403, aunque puede que se trate de varios individuos con el mismo nombre. En el año 306 otro caudillo alamán llamado Chroco se encontraba en Britania como general al servicio del Imperio romano.
En muchos registros Chroco/Croco es descrito como rey de los alamanes o vándalos y estuvo presente con otros jefes alamanes Latinus, Agilo y Scudilo cuando murió Constancio Cloro y se proclamó emperador a su hijo Constantino I.
El reinado de Chroco sobre los alamanes fue seguido por el de Mederico (padre de Agenarico y hermano de Chnodomaro).